# Diego Pérez Giménez
Diego Pérez-Giménez (Aguilar de la Frontera (Córdoba), 1903 - Córdoba, 1993) fue un farmacéutico y empresario español. En su laboratorio se desarrolló el famoso medicamento en España llamado Calmante Vitaminado.

## Biografía
Nació en 1903 en Aguilar de la Frontera provincia de Córdoba (España). Tras finalizar los estudios de Farmacia en Granada abrió una botica en su pueblo. Era la época en que los preparados se elaboraban a mano. Su espíritu comercial y su inquietud inventora le llevaron a crear durante la guerra civil española productos como un jabón para combatir la sarna y un aceite contra los piojos y las ladillas, que el escritor Camilo José Cela cita en su novela San Camilo 1936:
Don Hilario consigue quitarse las ladillas a fuerza de aceite brujo (...) preparado según la fórmula del farmacéutico Pérez Giménez en su laboratorio de Aguilar de la Frontera.
La prosperidad comercial de aquellos incipientes "Laboratorios Pérez Giménez" le llevó a ampliar la gama con el linimento "Masagil" y el elixir "Licor Dentol". Pero el principal producto fue un analgésico creado en 1950 al que puso el nombre de "Calmante Vitaminado", pues a los componentes habituales de ácido acetilsalicílico y cafeína, añadió vitamina B. Calmante Vitaminado, es el analgésico español más vendido de todos los tiempos.
En 1964 Pérez Giménez se asoció con Rumasa al cincuenta por ciento. Diez años más tarde trasladó a la ciudad de Córdoba el laboratorio, que modernizó. La empresa fue expropiada por el Estado en 1983, como todo el holding de José María Ruiz Mateos y al año siguiente fue recuperada de nuevo por su fundador.
Falleció en Córdoba en 1993.